# أحمد إل عواد
أحمد إل عواد هو لاعب كرة قدم مغربي في مركز الوسط، ولد في 27 نوفمبر 1971 في فرنسا. لعب مع إف91 دوديلانج ونادي سيدان ونادي فولا إيش.

## وصلات خارجية
- أحمد إل عواد على موقع قاعدة بيانات كرة القدم.إي يو (الإنجليزية)